# Тинглев
Тинглев (дат. Tinglev, нем. Tingleff) — город в коммуне Обенро области Южная Дания в Дании.

## История
Название «Тинглев» (Thinglev) известно с 1200 года. Наверняка, Тинглев гораздо древнее, так как практически все города с окончанием -lev были основаны в VII веке, когда территорию Дании заселяли кочевые племена. В руническом камне Бьолдеруп-Стенен упоминается имя «первого жителя Тинглева» — Кетил Урн (сейчас этот рунический камень находится в церкви Бьолдеруп).
В Тинглеве находится Олдердигет — масштабное сооружение[какое?], построенное в III веке и бывшее, вероятно, границей между ютами и англами. Старейшие колонны, найденные на этой территории, датируются III веком.
Церковь Тинглева была построена во второй половине XII века. К югу от церкви расположена старое школьное здание, построенное в 1786 году, однако сейчас его занимает церковь. В 1804 году у церкви открылся гостевой дом; он служил в качестве трактира у церкви много лет.
Городской кузнец Йеремиас Кристенсен открыл кузницу в 1854 году. Сейчас на улице Ховедгаден, рядом с кузницей, можно увидеть деревянную статую кузнеца.
В 1864 году Тинглев пересекла железная дорога, и стала возводиться восточная часть города. Станция была построена на тогда незастроенной земле, в 1,5 км от церкви. Город стал железнодорожной развязкой, откуда поезда шли во Фленсбург, Гамбург, Сённерборг и Тённер.
C 1866 по 1920 годы Тинглев находился в прусской провинции Шлезвиг-Гольштейн. 

С 1970 по 2007, вплоть до административных реформ в Дании, Тинглев был административным центром коммуны Тинглев. Сейчас город входит в коммуну Обенро.

## Экономика и транспорт
Тинглев является транспортной развязкой для северного Шлезвига. Железнодорожная станция Тинглева находится на железной дороге от Фленсбурга до Фредерисии и является остановочным пунктом для всех поездов EuroCity и InterCity. Здесь проходит железнодорожная ветка Сённерборг-Тинглев, которая также используется поездами для поездок в и из Копенгагена. Также есть железнодорожная линия Тённер-Тинглев, которая была открыта в 1867 году, принимала пассажирские поезда до 1974 года, а также грузовые до 2004 года.
Трасса E45 находится в 10 км к востоку от Тинглева.
В 1988 году компания Maersk построила в Тинглеве завод по производству морских контейнеров.
В Тинглеве находится тренировочный центр спасателей, Техническое училище управления по чрезвычайным ситуациям Дании, которым владеет Управление по чрезвычайным ситуациям Дании (дат. Beredskabsstyrelsen), но там также проводятся тренировки немецких и других европейских спасателей.

## Инфраструктура и достопримечательности
Тинглев — база всех немецких учреждений в Южной Дании[прояснить].
В Тинглеве есть три школы: одна датская, а также две немецких. Среди них — единственная немецкоязычная эфтерсколе[что?], каждый год она принимает 75 студентов с пограничных городов Дании и Германии, с Европы и со всего мира. Трансграничные мероприятия передают историю, культуру и языки обоих народов, датчан и немцев.
У муниципальной библиотеки Обенро есть отделение в Тинглеве.
Церковь Тинглева находится в церковном приходе Тинглев. В ней находится высокий лютеранский алтарь, датирующийся 1575 годом.

## Известные жители
- Ялмар Шахт (1877—1970) — немецкий банкир, финансист, политический деятель.